# Dmitri Sergejewitsch Mereschkowski

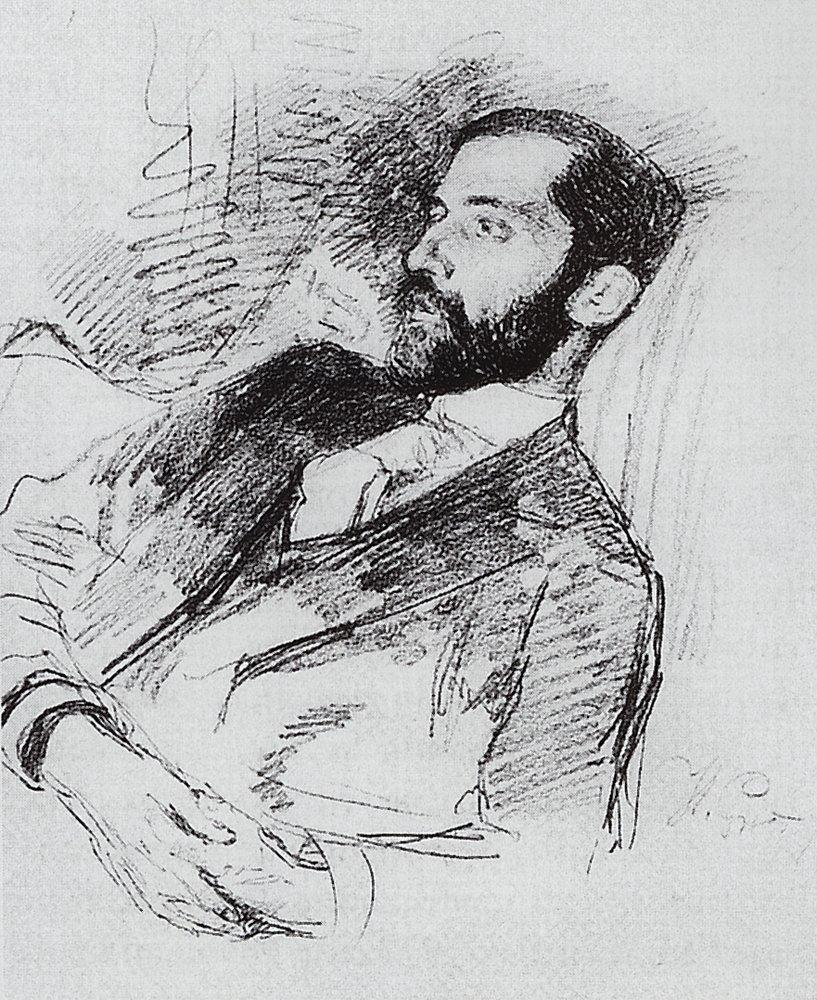
D. S. Mereschkowski auf einer Zeichnung Ilja Repins, circa 1900

Dmitri Sergejewitsch Mereschkowski (russisch: Дмитрий Сергеевич Мережковский, wiss. Transliteration: Dmitrij Sergeevič Merežkovskij; * 2. Augustjul. / 14. August 1865greg. in Sankt Petersburg; † 9. Dezember 1941 in Paris) war ein russischer Schriftsteller.

## Leben

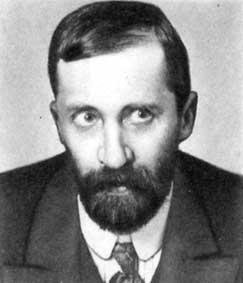

Mereschkowski, dessen Vater Hofbeamter aus ukrainischem Adel war, studierte von 1884 bis 1889 in seiner Geburtsstadt Sankt Petersburg Geschichte. Er ist ein Bruder des Biologen Konstantin Sergejewitsch Mereschkowski. 1888 erschien sein erster Lyrikband, 1889 heiratete er die Poetin Sinaida Nikolaewna Hippius (Gippius). Die Eheleute unterhielten seit 1901 in St. Petersburg und in der Emigration seit 1920 in Paris („Grüne Lampe“) einen theologisch geprägten Literatursalon. Sie gelten als geistige Wegbereiter des Russischen Symbolismus. Ihr Salon galt als ein Einfluss nehmendes Zentrum christlich-religiös völkischer Intellektueller.
Bekannt wurde Mereschkowski durch eine Reihe historischer Romane und Novellen. Sein Roman Leonardo da Vinci (1901, mittlerer Teil der Trilogie Christ und Antichrist), der unmittelbar nach Erscheinen der russischen Ausgabe vielfach übersetzt wurde, erreichte weltweit – auch in Deutschland – enorm hohe Auflagen und befand sich in verschiedenen Übersetzungen im Programm renommierter Taschenbuchverlage wie Knaur oder Piper. Mereschkowski findet Erwähnung in den Tagebüchern Georg Heyms, der Leonardo da Vinci schätzte. Auch der 1896 erschienene erste Teil von Christ und Antichrist mit dem Titel Julian Apostata war zeitweise in Deutschland sehr bekannt und wurde in der Übersetzung von Alexander Eliasberg vom Deutschen Bücherbund ediert. Der dritte Band der Trilogie, Peter und Alexej, erschien 1905.
Im November 1919 emigrierte das Ehepaar Mereschkowski im Zuge der Oktoberrevolution nach Warschau und reiste im Oktober 1920 weiter nach Paris. In Paris förderte er gemeinsam mit seiner Frau Sinaida Hippius die jungen Schriftsteller des Russki Montparnasse, die erst in der Emigration mit dem Schreiben begannen, darunter Gaito Gasdanow und Boris Poplawski.

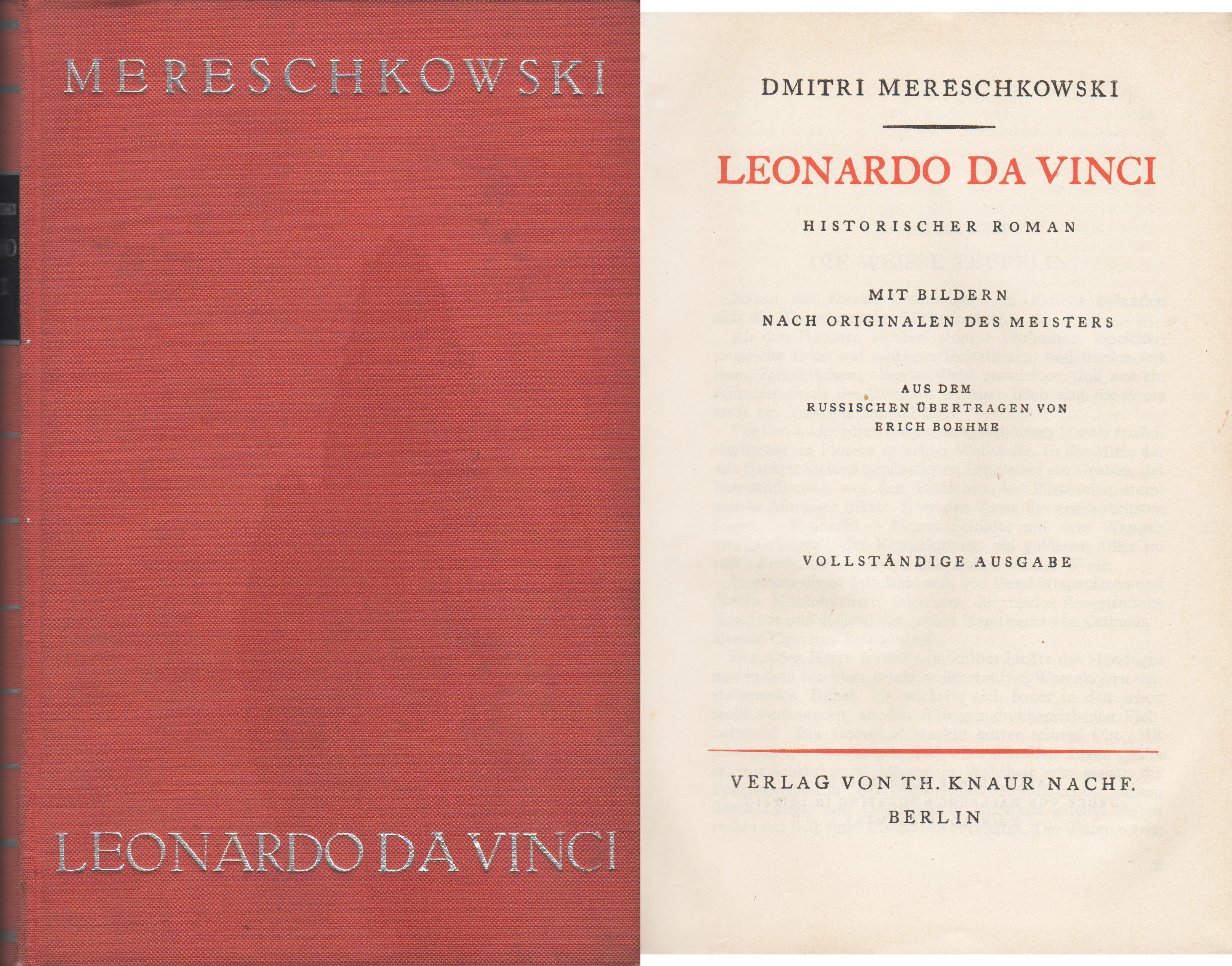
Leonardo Da Vinci (Verlag von Th. Knaur Nachf.)

Mereschkowski war für den Literatur-Nobelpreis nominiert, aber seine Sympathie für den italienischen Faschismus, die er in seinen späten politischen Texten äußerte, soll einer Verleihung nicht zuträglich gewesen sein. Er wurde zweimal, 1934 und 1936, von Mussolini empfangen. Die Einschätzung seines Verhältnisses zu Mussolini ist unter Literaturhistorikern umstritten. In Hanns Martin Elsters Vorwort zu Julian Apostata (Düsseldorf 1951) heißt es, er habe zeitweilig auf Mussolini als Staatstheoretiker gehofft, „ohne dem Faschismus trauen zu können“. Von den Deutschen hat sich Mereschkowski laut Elster ferngehalten.
In der russischen Emigration isolierte er sich, weil er in einer Rede Hitler mit Jeanne d’Arc verglich. Er erklärte, Hitler drohe zwar, Russland als Land zu zerstören, doch sei dies weniger schlimm als die Herrschaft Stalins, der die «russische Seele» zerstöre.
Erst seit 1987 wird Mereschkowskis Werk wieder in Russland veröffentlicht und aufgeführt.

## Denken und Wirkung

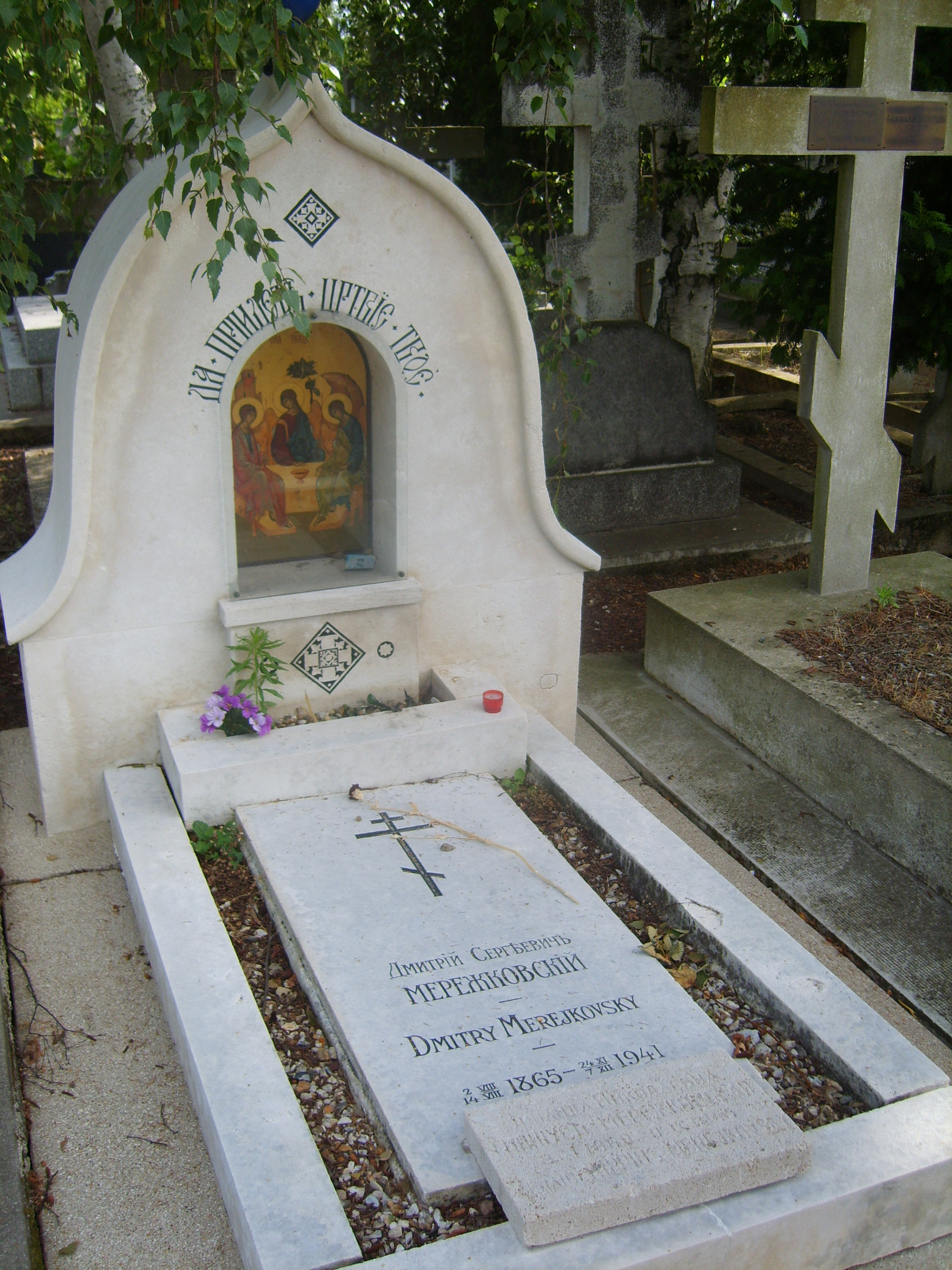
Grab von Mereschkowski und seiner Ehefrau Sinaida Hippius auf dem russischen Friedhof von Sainte-Geneviève-des-Bois nahe Paris

Mereschkowskis Werke sind „geprägt von der Idee eines epochenbildenden Widerstreits zwischen Christ und Antichrist und einer Vermischung dekabristischer Traditionen mit mystisch-orthodoxen Elementen“, und er verstand, so Volker Weiß, sein „Schaffen stets auch politisch“. In seinem Ost-West-Dualismus lehnt er das aufklärerische Westliche ab und schwärmt für einen „Osten“ unter Bezug auf das Alte Testament und mystische Traditionen der ägyptischen Antike als das eschatologische „Dritte Reich“.
Eine wichtige Rolle in diesem Denken spielte für ihn dabei Dostojewski. In seiner Schrift Der Anmarsch des Pöbels, eine Kritik an den Anarchisten Alexander Herzen und Michail Bakunin, stellt er Dostojewskij als „Ostler“ und Gegenspieler zu Lew Tolstois westlich, weil aufklärerisch geprägter Intellektualität dar. Der Anmarsch des Pöbels erschien bereits 1907 auf Deutsch und sollte, so Weiß, „eine christlich fundierte Kulturkritik an der Konkurrenzbourgeoise leisten und vertritt einen christlichen Antiliberalismus“.
Später fand Mereschkowski in seinem Essay Tolstoi und Dostojewski zu einer ausgeglichenen Bewertung der beiden Schriftsteller, die allerdings für ihn nach wie vor antagonistische Positionen einnahmen.

### Einfluss auf die „Junge Rechte“ in Deutschland
Insbesondere durch Arthur Moeller van den Bruck, dessen Mentor Mereschkowski in Paris war, bekam die von Moeller van den Bruck als „Ostideologie“ bezeichnete politische Ideologie Mereschkowskis großen Einfluss auf die jungen Rechten in Deutschland. Nach Weiß „säkularisiert“ Moeller Mereschkowskis „politische Theorie“ jedoch „radikal und löst sie von ihren christlich-pazifistischen Elementen.“ Die christliche Reichsidee erfuhr durch Moeller „ihre Nationalisierung“.
Auch Thomas Mann, der bis 1922 dem Juniklub verbunden war, wurde in seiner „antirationale(n) und antiwestliche(n) Haltung“ durch Mereschkowski beeinflusst: „Dmitrij Mereschkowskij! Der genialste Kritiker und Weltpsychologe seit Nietzsche!“ (aus: Russische Anthologie, 1921) und ist ein Grund für seine „Affinität zu den Anfängen der Konservativen Revolution“ (Lehnert/Wessell). Wie Urs Heftrich nachweise, so Weiß, „haben Einflüsse Mereschkowskis in Form der ‚Gedanken von Allmenschentum, Drittem Reich und dem Willen zur Wildheit’ noch lange im literarischen Werk Thomas Manns ihren Niederschlag gefunden. Es lasse sich sogar versuchen, entlang dieser drei Punkte eine Linie zu ziehen, die ins Zentrum des Doktor Faustus zielt - nämlich auf die Erfahrung dämonischer Re-Barbarisierung der Kultur’ (Heftrich 1995)“.

### Zitierte Quellen
- Volker Weiß: Dostojewskijs Dämonen. Thomas Mann, Dmitri Mereschkowski und Arthur Moeller van den Bruck im Kampf gegen „den Westen“. In: Heiko Kauffmann, Helmut Kellershohn, Jobst Paul (Hrsg.): Völkische Bande. Dekadenz und Wiedergeburt. Analysen rechter Ideologie (= Edition DISS. Bd. 8). Unrast, Münster 2005, ISBN 3-89771-737-9, S. 90–122.

## Werke
- Der Anmarsch des Pöbels. Übersetzt von Harald Hoerschelmann. Piper, München u. a. 1907 Digitalisat auf Hathitrust = frei zugängliche Kopie auf Internet Archive
- Kaiser Pauls Tod. Übersetzt von August Scholz. J. Ladyschnikow Verlag, Berlin 1908.
- zus. mit Zinaida Hippius (1869–1945), & Dmitri Philosophoff (1869–1945). Der Zar und die Revolution. R. Piper, München 1908 Digitalisat auf Hathitrust = frei zugängliche Kopie auf Internet Archive
- Alexander I. Historischer Roman. Übersetzt von Alexander Eliasberg. Piper, München 1913.
- Ewige Gefährten : mit 11 Porträts. Deutsch von Alexander Eliasberg. Piper, München 1915 Digitalisat der 5. Aufl. 1922 auf Hathitrust = frei zugängliche Kopie auf Internet Archive
- Russland. In: Die Neue Rundschau. Bd. 2, 1919, S. 1288–1302.
- Der vierzehnte Dezember. Roman. Deutsch von Alexander Eliasberg. Drei Masken Verlag, München 1921, Digitalisat, Nur-Text-Edition Projekt Gutenberg, Hörbuch librivox.
- Das Reich des Antichrist. Russland und der Bolschewismus. Drei Masken Verlag, München 1921
- Julian Apostata. Der letzte Hellene auf dem Throne der Cäsaren. Ein biographischer Roman. Deutsch von Carl von Gütschow. Schulze, Leipzig 1903 Digitalisat der Aufl. 11-12. Tsd. Karl Voegels Verlag, Berlin 1919 auf Hathitrust = frei zugängliche Kopie auf Internet Archive
- Leonardo da Vinci. Historischer Roman aus der Wende des 15. Jahrhunderts. Übersetzt von Carl von Gütschow. Schulze, Leipzig 1903.
- Gogol. Sein Werk, sein Leben und seine Religion. Deutsch von Alexander Eliasberg. Müller, München u. a. 1911.
- Peter der Große und sein Sohn Alexei : Historischer Roman aus Rußlands großer Zeit. Deutsch von Carl von Gütschow
- Auf dem Wege nach Emmaus : Essays. Ausgewählt und übertragen von Alexander Eliasberg. Piper, München 1919 Digitalisat auf Hathitrust = frei zugängliche Kopie auf Internet Archive
- Leonardo da Vinci : Historischer Roman. Übersetzt von Alexander Eliasberg. Piper, München 26.–32. Aufl. 1920 Nur-Text-Edition Projekt Gutenberg
- Peter und Alexej. Übersetzt von Alexander Eliasberg. 2 Bände. Piper, München 1.–5. Tausend 1924 Nur-Text-Edition Projekt Gutenberg
- Julianus Apostata : Historischer Roman. Übersetzt von Alexander Eliasberg. Piper, München 1924 Nur-Text-Edition Projekt Gutenberg
- Die Geheimnisse des Ostens. Aus dem russischen Manuskript übersetzt von Alexander Eliasberg. Welt-Verlag, Berlin 1924.
- Tut-ench-amon auf Kreta. Die Geburt der Götter I. Deutsch von Alexander Eliasberg und Hans Ruoff. Allgemeine Verlagsanstalt, München 1924.
- Der Messias. Roman. Übersetzt von Johannes von Guenther. Grethlein & Co., Leipzig u. a. 1927.
- Napoleon. Sein Leben – Napoleon der Mensch. Deutsch von Arthur Luther. Grethlein & Co., Leipzig u. a. 1928.
- Die Geheimnisse des Westens. Atlantis-Europa. Betrachtungen über die letzten Dinge. Deutsch von Arthur Luther. Grethlein & Co., Leipzig u. a. 1929.
- Tod und Auferstehung. Aus dem russischen Manuskript von Arthur Luther. Huber, Leipzig u. a. 1935.
- Franz von Assisi. Deutsch von Elisabeth Kaerrick. Piper, München 1938